# Micruroides euryxanthus
La serpiente coralillo sonorense, también conocida como coralillo occidental (Micruroides euryxanthus) es una especie de serpiente de la familia Elapidae (coralillos, cobras y parientes). Único miembro del género Micruroides.

## Descripción
Mide cerca de 40 cm de longitud, en ocasiones alcanza 56 cm, con el espécimen más grande documentado fue de 61.5 cm (Babb et al. 1989). Su hocico es color negro al igual que sus escamas supralabiales. La región gular es clara, pero puede estar pigmentada con negro o café. Presenta un collar nucal blanco o amarillo; a éste le continúa un collar negro en la región de la cabeza. 
Como todas las serpientes coralillos, esta especie es venenosa; Sin embargo, aunque sus mordeduras se consideran médicamente importantes, no son tan mortal venenoso como las de las serpientes de cascabel, o incluso las del bushmaster (Lachesis muta) de Mesoamérica y de América del Sur. Todavía una persona se debe buscar atención médica rápida, si una serpiente de coral la muerde. Aun así Micruroides se considera menos peligroso para los humanos que otras serpientes venenosas americanas. Esto se debe principalmente a su pequeño tamaño y a una cantidad igualmente pequeña de veneno entregado en un bocado. Los casos documentados de envenenamiento por un humano resultaron en dolor localizado, náuseas, debilidad y somnolencia en el transcurso de varias horas. Todos los casos fueron curados y recuperados. No se han documentado muertes humanas.

## Distribución
Se distribuye por el sur y suroeste de los Estados Unidos y en el norte y noroeste de México. En este último país se le encuentra principalmente en los estados de Sonora, Chihuahua, Sinaloa y Durango; en el Golfo de California se le ha visto en la Isla Tiburón. En su hábitat puede vivir entre troncos, hoyos, rocas o cúmulos de piedras. Prefiere clima seco estepario o desértico, cálido o húmedo con una larga temporada de secas; se le encuentra desde 0 hasta los 1,900 m s. n. m. La NOM-059-SEMARNAT-2010 considera a la especie como amenazada; la UICN2019-1 como de preocupación menor. Como otras coralillos, puede verse agredida, principalmente por ser venenosa. Un problema que presenta la especie es que no se sabe nada de su biología, principalmente para las poblaciones mexicanas. Hace falta evaluar el estado del hábitat con relación al estado de las poblaciones donde habita la especie.

## Subespecies
Se reconocen las siguientes según The Reptile Database:
- M. euryxanthus australis Zweifel & Norris, 1955
- M. euryxanthus euryxanthus (Kennicott, 1860)
- M. euryxanthus neglectus Roze, 1967